# Fgura
Fgura (forma estesa maltese Il-Fgura, in italiano storico Figura) è un consiglio locale di medie dimensioni, nella regione sud-orientale dell'isola di Malta.
Fgura si trova nell'entroterra delle Tre Città, dietro le fortificazioni della Linea Cottonera. Prima della Seconda guerra mondiale Fgura era un villaggio rurale con poche fattorie sparse; la sua crescita venne influenzata da quella dei servizi portuali del vicino Porto Grande dopo la seconda guerra mondiale.
Fgura è principalmente composta di insediamenti residenziali degli anni '60 e '80 (quando venne anche costruita la caratteristica chiesa post-Conciliare in cemento, a forma di tenda, tra le più peculiari a Malta), oltre a varie aree commerciali, ed è oggi una delle aree a maggior densità di popolazione dell'isola.
Oggi l'abitato si fonde senza soluzione di continuità con le città di Zabbar a sud e Tarxen ad ovest.

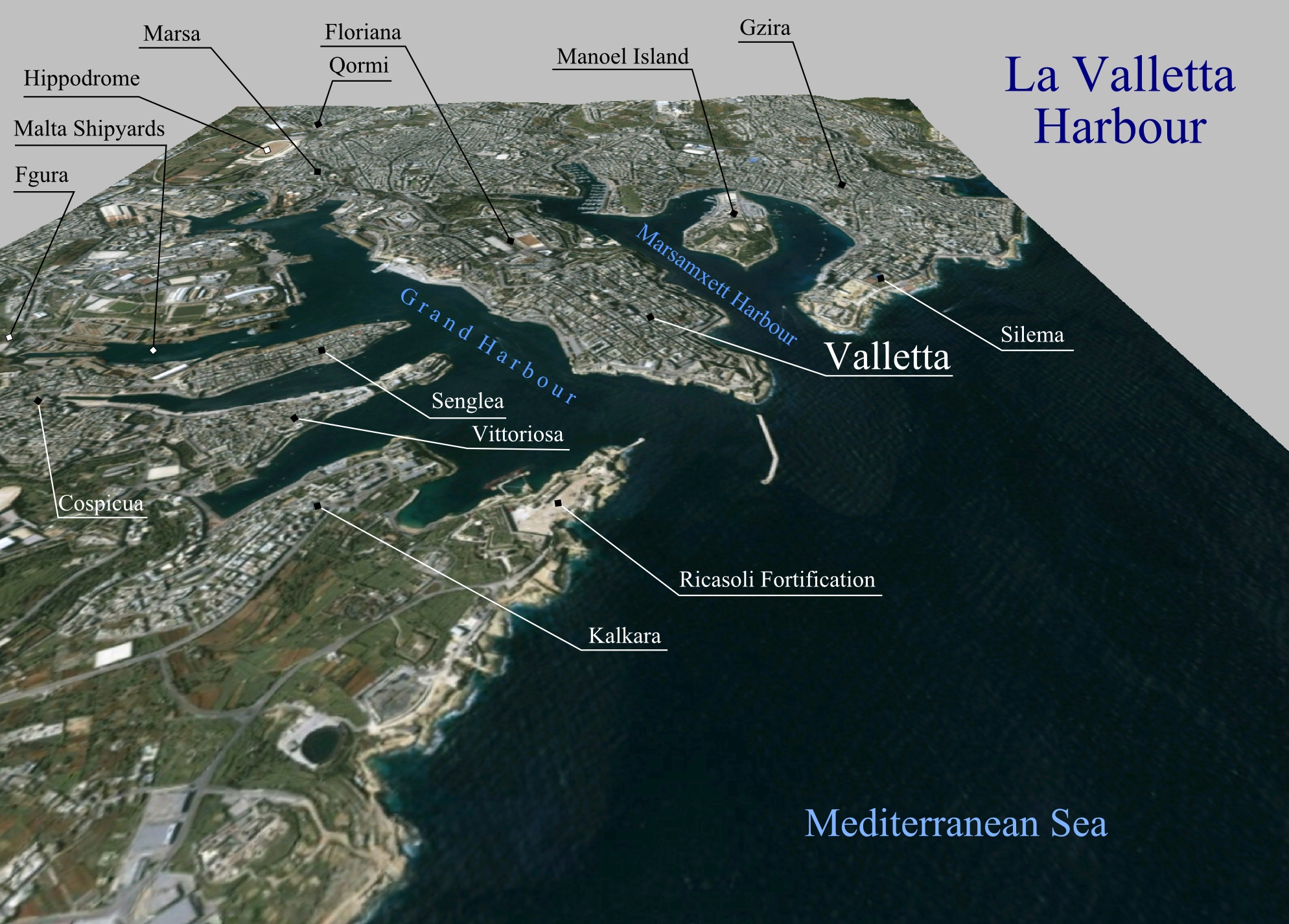
Posizione di Fgura, all'estrema sinistra rispetto al Porto Grande (Malta)
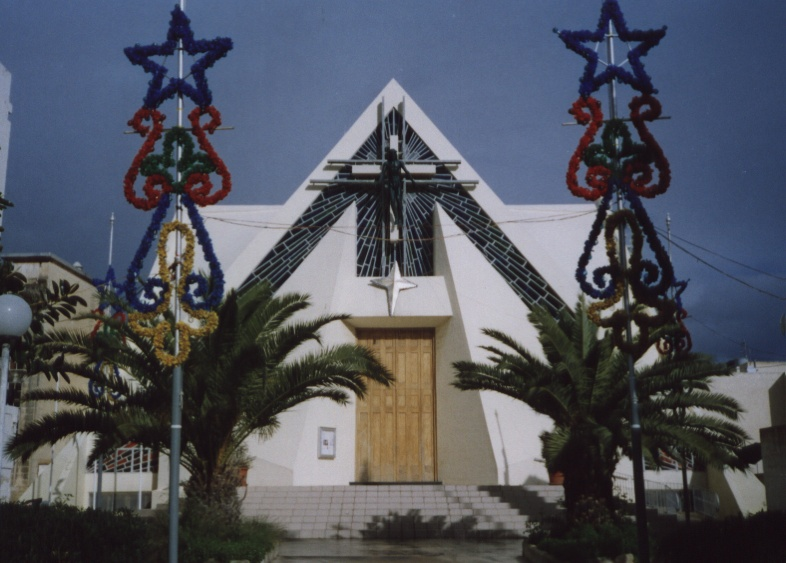
Facciata della chiesa parrocchiale di Fgura
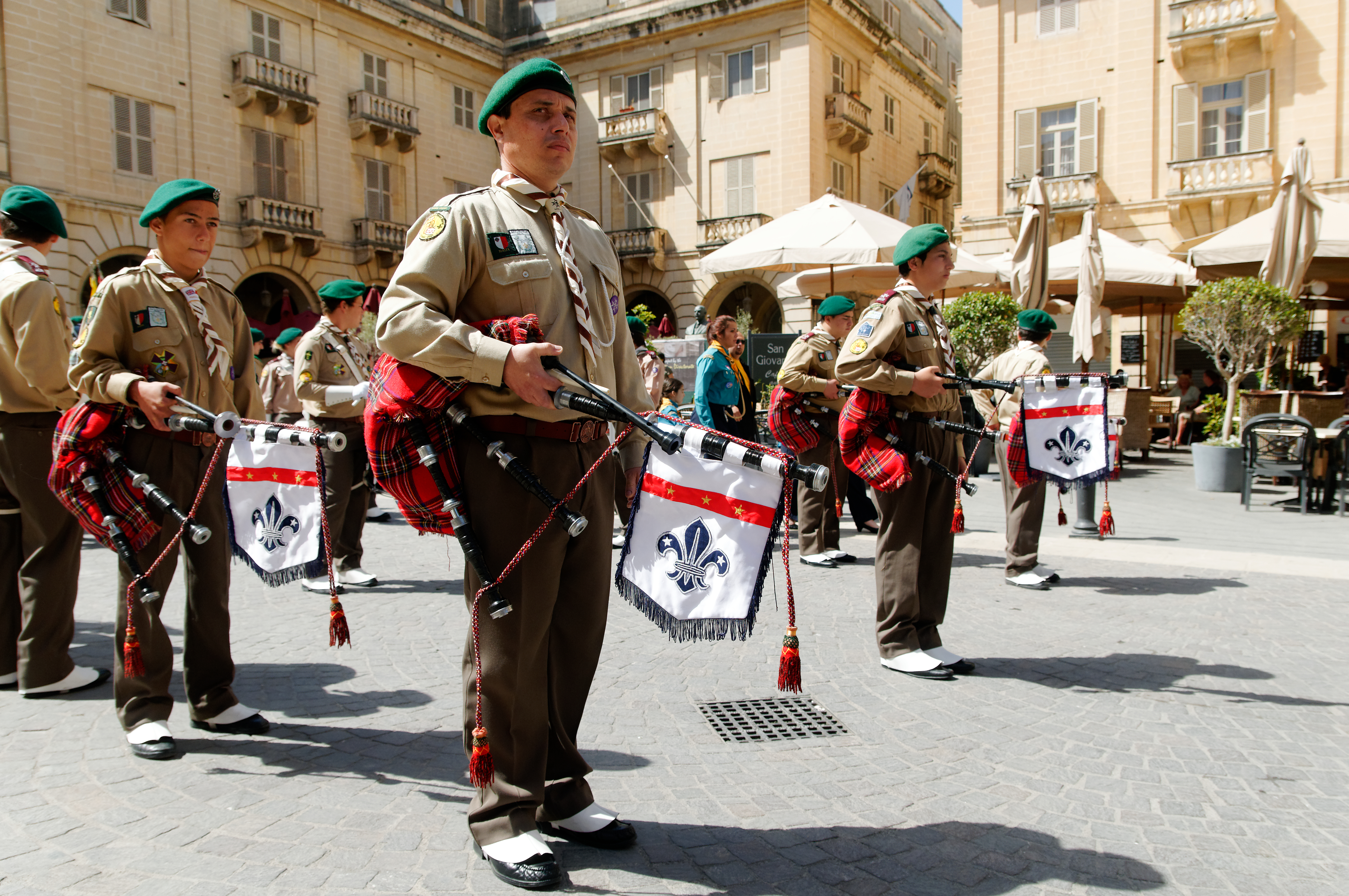
Scouts maltesi con la bandiera di Fgura
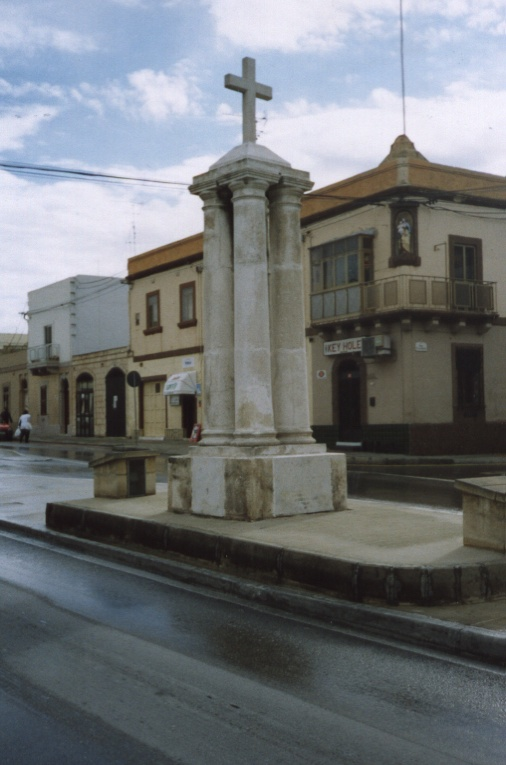
Il-Monument tas-Salib
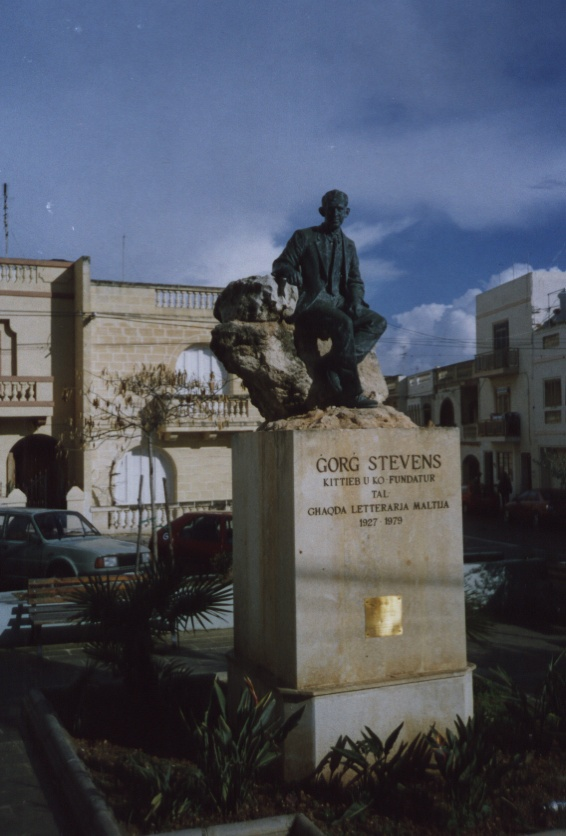
Monumento a George Stevens a Fgura
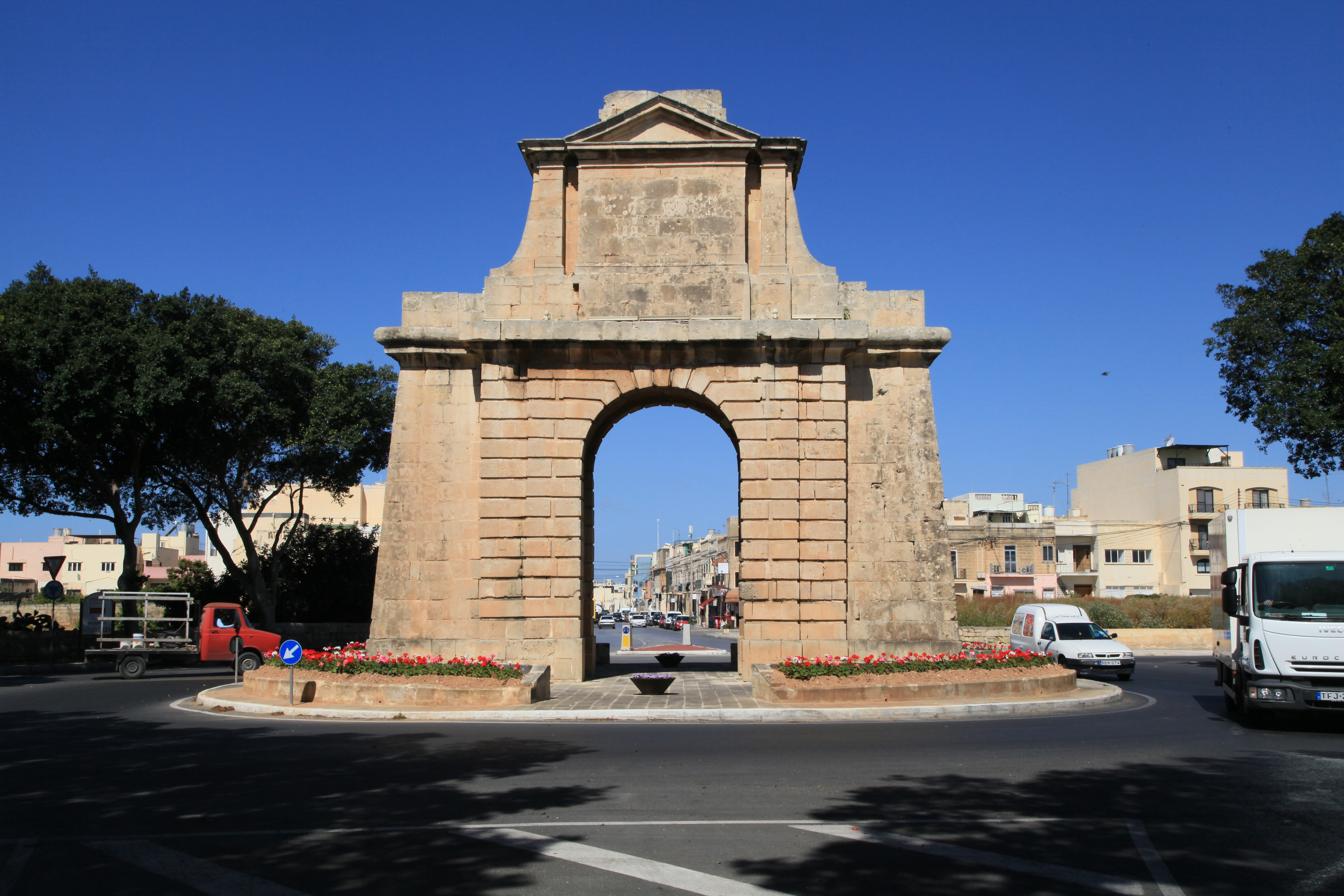
L'arco di Hompesch, al confine tra Fgura e Żabbar

## Sport
La città ha una squadra calcistica locale, il Fgura United Football Club, che milita attualmente nella First Division (Malta), la seconda serie del campionato maltese di calcio.